# Meridià internacional de referència de l'IERS
El Meridià Internacional de Referència de l'IERS, també denominat International Reference Meridian per la seva denominació en anglès, és el meridià principal (longitud 0°) establert pel Servei Internacional de la Rotació i del Sistema de Referència Terrestre (en anglès, IERS).

Estats travessats per l'Equador (roig) i pel Meridià Principal (blau)

El meridià de referència IMR està situat a uns 5,3 segons d'arc a l'est del Meridià de Greenwich establert per George Biddell Airy en 1851, que des de llavors havia servit de referència als sistemes clàssics de cartografia durant gairebé 150 anys, fins a la generalització del sistema GPS. Aquesta relativament reduïda diferència angular entre els dos meridians, es tradueix que en la latitud del Reial Observatori de Greenwich, el IRM queda situat uns 102 metres a l'est del meridià de referència materialitzat en l'Observatori. L'IRM s'utilitza com a meridià de referència tant en el Sistema GPS operat pel Departament de Defensa dels Estats Units, com en el sistema WGS84 i les seves dues versions formals: el sistema ideal Siastema Internacional de Referència Terrestre (ITRS) .

## Localització
El IRM està localitzat 5,3 segons d'arc a l'est del meridià materialitzat en el Reial Observatori de Greenwich (l'utilitzat com a referència en els sistemes de cartografia anteriors al GPS).L'Organització Hidrogràfica Internacional va adoptar l'ús de l'IMR en totes les seves cartes nàutiques en 1983. Alhora, l'Organització Internacional d'Aviació Civil va adoptar l'ús de l'IMR per a la navegació aèria en 1989. Tenint en compte el desplaçament de les plaques tectòniques, alguns estats han adoptat per a les seves cartografies versions de l'IRM fixades respecte a la posició de la seva placa tectònica corresponent en un any específic. Com a exemples, poden citar-se els sistemes NAD83 (North American Datum 1983), ETRF89 (European Terrestrial Reference Frame 1989) o GDA94 (Geocentric Datum of Australia 1994). Els sistemes referits a plaques tectòniques poden diferir respecte al sistema WGS84 en alguns centímetres. Curiosament, el IRM no està fixat a cap punt materialitzat en la superfície de la Terra, com sí ho està el meridià de Greenwich utilitzat en la geodèsia clàssica. cal citar que gran part d'Europa (inclòs l'observatori de Greenwich) està situada sobre la placa Euroasiàtica, que es desplaça lentament uns 2,5 cm a l'any en sentit nord-est. La posició de l'IRM es determina mitjançant un ajust per mínims quadrats de les posicions relatives de les estacions terrestres de la xarxa de l'IERS. Aquesta xarxa inclou estacionis GPS, estacionis làser en òrbita, estacionis làser basades en la lluna i estacions de mesurament mitjançant interferometria. Les coordenades de totes aquestes estacions són revisades anualment per corregir l'efecte de distorsió de la seva posició a causa del desplaçament de les plaques tectòniques. El concepte de Temps Universal està basat en el meridià de referència del sistema WGS84. A causa de variacions en la velocitat de rotació de la Terra, el temps estàndard internacional UTC pot diferir del temps astronòmic (observat respecte al sol al migdia) fins a 0,9 segons. És pel que s'introdueixen correccions periòdiques de l'UTC, de manera que es mantingui la coincidència exacta de les 12 hores amb la posició del sol al migdia sobre l'IRM.

## Origen de la discrepància entre el meridià de Greenwich i l'IRM

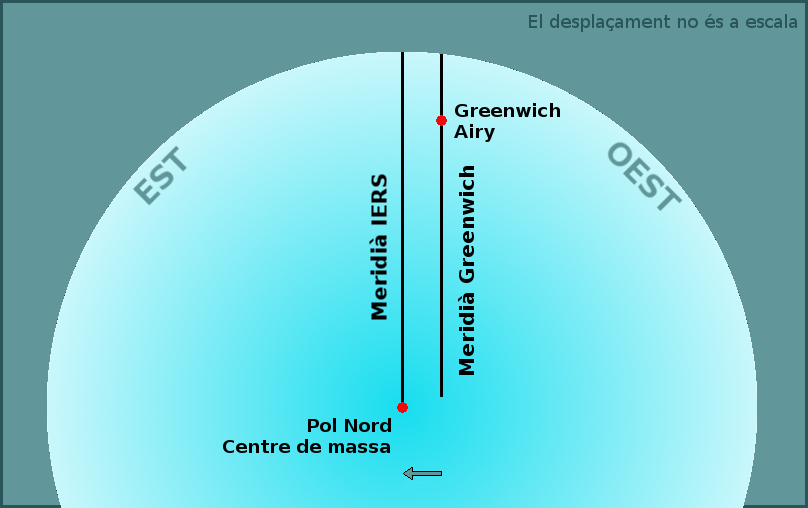
La Terra, vista des del pol nord, mirant cap el centre de massa

Per què un dispositiu GPS situat sobre el Meridià de referència del Reial Observatori de Greenwich no indica la longitud 0º00'00"?
El meridià de Greenwich venia determinat per un pla de referència que passava pel cercle meridià d'Airy situat a l'Observatori Reial de Greenwich. Aquest instrument havia estat anivellat amb l'ajuda d'un recipient de mercuri. Per tant, aquest pla de referència quedava establert, en part, per la direcció local de la gravetat a Greenwich.
Amb la introducció dels mètodes de geodèsia espacial el nou meridià de referència havia d'estar dins d'un pla que passés pel centre de massa de la Terra. Aquest pla és pràcticament paral·lel al pla de l'antic meridià per tal de no introduir una discontinuïtat a la sèrie temporal del Temps Universal (UT1).
Aquesta translació del pla de referència és la responsable de la diferència angular de 5,3 segons d'arc entre el nou meridià i el cercle meridià d'Airy situat a l'antic meridià. Sobre el terreny, aquesta diferència angular equival a un desplaçament d'uns 102 m.
En el cas d'Espanya, aquesta circumstància es pot apreciar fàcilment sobre mapes digitals (per exemple, localitzant l'arc commemoratiu que creua sobre l'autopista AP-2 prop de Fraga), on podem veure que el Meridià de Greenwich "clàssic" (de l'antic sistema de coordenades ED-50), queda situat uns 102 m a l'oest de l'IRM (del sistema de coordenades ETRS89 o GPS WGS-84).

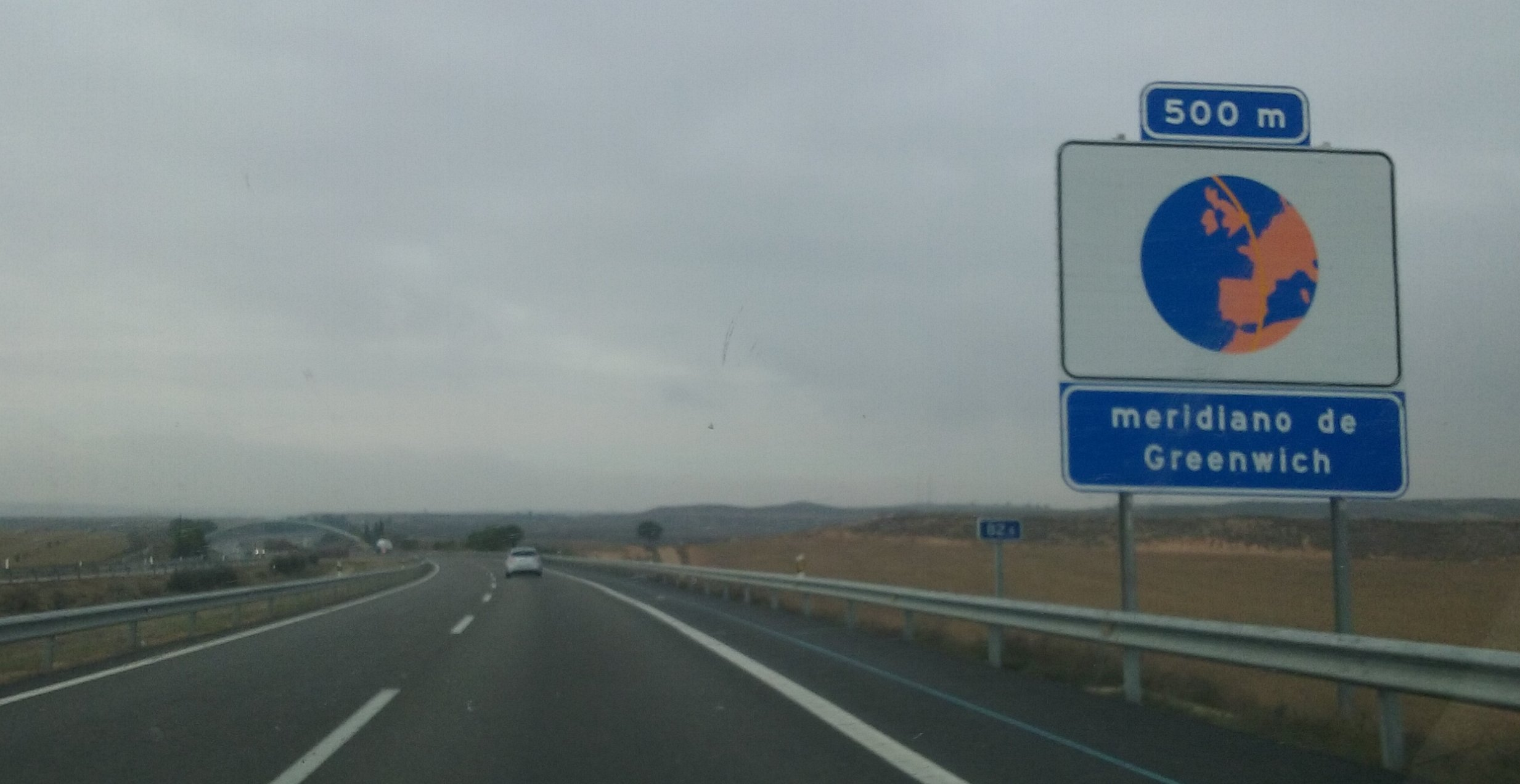
Senyal del Meridià de Greenwich (AP-2//Espanya)

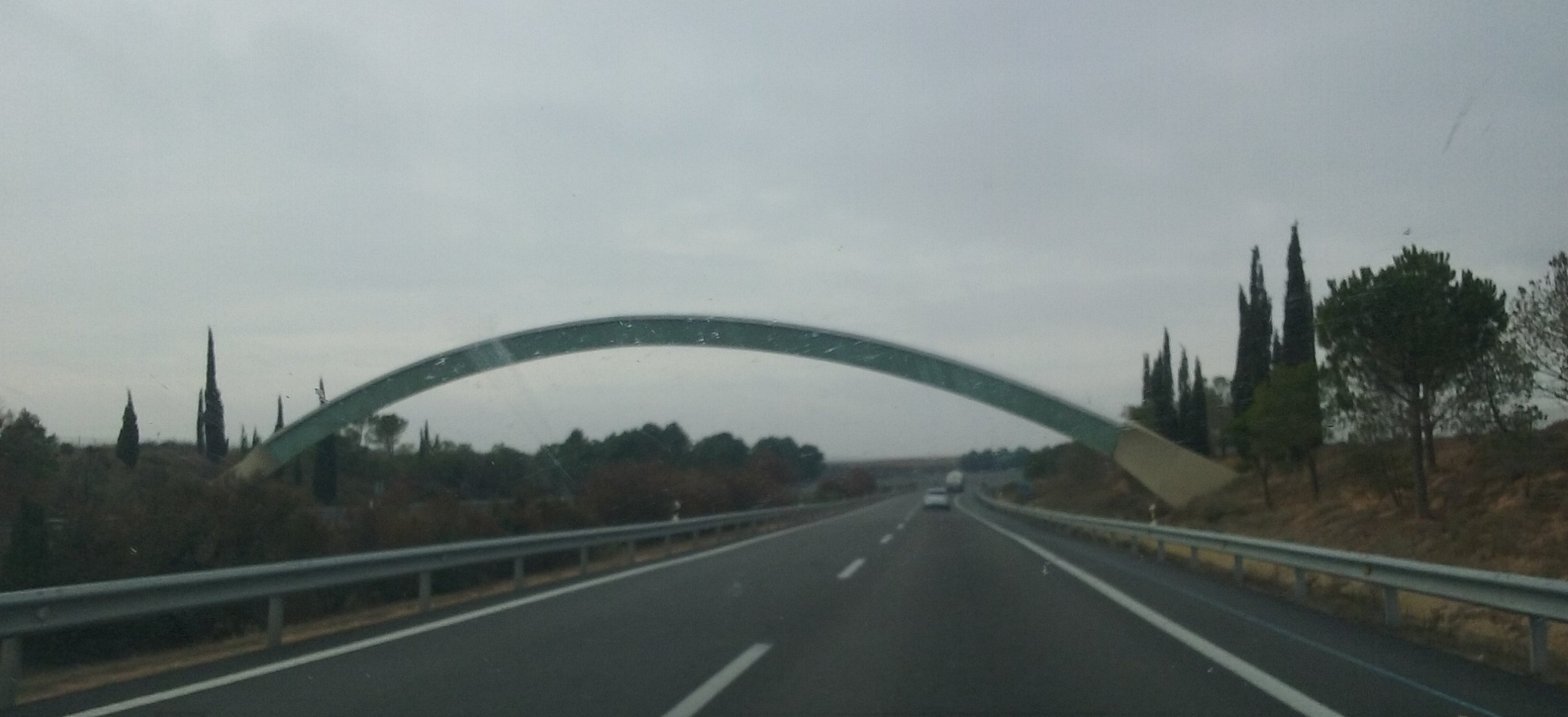
Arc del Meridià de Greenwich (AP-2//Espanya)

## De Pol a Pol
Començant en el pol Nord i dirigint-se cap al pol Sud, aquest meridià travessa:
| Coordenades                           | País, territori o mar | Notes |
| ------------------------------------- | --------------------- | --- |
| 90° 0′ N, 0° 0′ E / 90.000°N,0.000°E  | Oceà Àrtic            | |
| 81° 39′ N, 0° 0′ E / 81.650°N,0.000°E | Mar de Groenlàndia    | |
| 72° 53′ N, 0° 0′ E / 72.883°N,0.000°E | Mar de Noruega        | |
| 61° 0′ N, 0° 0′ E / 61.000°N,0.000°E  | Mar del Nord          | |
| 53° 45′ N, 0° 0′ E / 53.750°N,0.000°E | Regne Unit            | De Tunstall a East Riding a Peacehaven, passant a través de Greenwich                                                    |
| 50° 47′ N, 0° 0′ E / 50.783°N,0.000°E | Canal de la Mànega    | |
| 49° 19′ N, 0° 0′ E / 49.317°N,0.000°E | França                | De Villers-sur-Mer a Gavarnie                                                                                            |
| 42° 41′ N, 0° 0′ E / 42.683°N,0.000°E | Espanya               | De Cilindre de Marboré a Castelló de la Plana                                                                            |
| 39° 56′ N, 0° 0′ E / 39.933°N,0.000°E | Mar Mediterrània      | Golf de València |
| 38° 52′ N, 0° 0′ E / 38.867°N,0.000°E | Espanya               | Del Verger a Calp |
| 38° 38′ N, 0° 0′ E / 38.633°N,0.000°E | Mar Mediterrània      | |
| 35° 50′ N, 0° 0′ E / 35.833°N,0.000°E | Algèria               | De Stidia a la frontera Algeria-Mali vora Bordj Mokhtar                                                                  |
| 21° 50′ N, 0° 0′ E / 21.833°N,0.000°E | Mali                  | |
| 14° 59′ N, 0° 0′ E / 14.983°N,0.000°E | Burkina Faso          | |
| 11° 6′ N, 0° 0′ E / 11.100°N,0.000°E  | Togo                  | Per uns 600 m |
| 11° 6′ N, 0° 0′ E / 11.100°N,0.000°E  | Ghana                 | Per uns 16 km |
| 10° 57′ N, 0° 0′ E / 10.950°N,0.000°E | Togo                  | Per uns 39 km |
| 10° 36′ N, 0° 0′ E / 10.600°N,0.000°E | Ghana                 | Des de la frontera Togo-Ghana vora Bunkpurugu a Tema Passa a través del Llac Volta a 7° 48′ N, 0° 0′ E / 7.800°N,0.000°E |
| 5° 37′ N, 0° 0′ E / 5.617°N,0.000°E   | Oceà Atlàntic         | Passa a través de l'Equador a 0° 0′ N, 0° 0′ E / 0.000°N,0.000°E ("illa Null")                                           |
| 60° 0′ S, 0° 0′ E / 60.000°S,0.000°E  | Oceà Antàrtic         | |
| 68° 54′ S, 0° 0′ E / 68.900°S,0.000°E | Antàrtida             | Terra de la Reina Maud, reclamada per Noruega                                                                            |